# Elecciones municipales de 1931 en Barcelona
El 12 de abril de 1931 se celebraron en España elecciones municipales. Fueron los primeros comicios celebrados tras ocho años de dictadura. En Barcelona, como en el conjunto del país, resultaron vencedoras las candidaturas republicanas, que en la ciudad condal triplicaron el número de concejales obtenidos por los monárquicos. La lista más votada en la capital catalana fue la coalición formada por Esquerra Republicana (ERC) y Unió Socialista de Catalunya (USC), con el 31% de los votos. 
Las elecciones se realizaron mediante el sistema de listas abiertas, siendo el candidato más votado Jaume Aiguadé, de ERC, quien fue nombrado alcalde de Barcelona tras los comicios.
Estos resultados determinaron, en el conjunto de España, el advenimiento de la Segunda República y, en el caso concreto de Cataluña, la proclamación de la República Catalana por parte de Francesc Macià. 

## Resultados
| Candidatura o tendencia                      | Votos  | Porcentaje | Concejales |    |
| Esquerra Catalana (ERC-USC)                  | 43 000 | 31%        | 25         |    |
| Lliga Regionalista                           | 28 000 | 21%        | 12         |    |
| Conjunción Republicano-Socialista (PRR-PSOE) | 28 000 | 21%        | 12         |    |
| Partit Catalanista Republicà (PCR)           | 18 000 | 12%        | -          |    |
| Partido Republicano Autónomo                 |        |            | 1          |    |
| Liberales                                    |        | 2%         | -          |    |
| Bloc Obrer i Camperol (BOC)                  | 1700   | 1%         | -          |    |
| Total                                        | Total  |            | 50         | 50 |

### Resultados por distritos
| Distrito (Concejales)          | ERC-USC | ERC-USC | Republicano Socialista | Republicano Socialista | PCR   | PCR   | Comunistas | Comunistas | Otros republicanos | Otros republicanos | Lliga | Lliga | Otros monárquicos | Otros monárquicos | Otros | Otros |
| Distrito (Concejales)          | Votos   | Conc.   | Votos                  | Conc.                  | Votos | Conc. | Votos      | Conc.      | Votos              | Conc.              | Votos | Conc. | Votos             | Conc.             | Votos | Conc. |
| ------------------------------ | ------- | ------- | ---------------------- | ---------------------- | ----- | ----- | ---------- | ---------- | ------------------ | ------------------ | ----- | ----- | ----------------- | ----------------- | ----- | ----- |
| I Barceloneta-Ciutat Vella (5) | 20%     | -       | 30%                    | 2                      | 15%   | -     | 0,8%       | -          | 1%                 | -                  | 30%   | 3     | 0%                | -                 | 0%    | -     |
| II Poblesec-Montjuïc (5)       | 37%     | 3       | 27%                    | 2                      | 13%   | -     | 0,2%       | -          | 0%                 | -                  | 14%   | -     | 7%                | -                 | 0%    | -     |
| III Les Corts-Sarrià (3)       | 28%     | 1       | 4%                     | -                      | 25%   | -     | 0,1%       | -          | 0%                 | -                  | 32%   | 2     | 8%                | -                 | 1%    | -     |
| IV Dreta de l'Eixample (6)     | 26%     | 2       | 14%                    | -                      | 16%   | -     | 3%         | -          | 0%                 | -                  | 32%   | 4     | 6%                | -                 | 0%    | -     |
| V Raval (6)                    | 30%     | 4       | 24%                    | 2                      | 13%   | -     | 1%         | -          | 13%                | -                  | 14%   | -     | 2%                | -                 | 0%    | -     |
| VI Esquerra de l'Eixample (4)  | 33%     | 3       | 12%                    | -                      | 16%   | -     | 0%         | -          | 1%                 | -                  | 28%   | 1     | 7%                | -                 | 0%    | -     |
| VII Hostafrancs-Sants (6)      | 45%     | 4       | 25%                    | 2                      | 10%   | -     | 0,8%       | -          | 1%                 | -                  | 14%   | -     | 1%                | -                 | 0%    | -     |
| VIII Gràcia (5)                | 34%     | 3       | 21%                    | -                      | 14%   | -     | 0,1%       | -          | 0,5%               | -                  | 26%   | 2     | 1%                | -                 | 1%    | -     |
| IX Sant Andreu-Horta (6)       | 42%     | 4       | 16%                    | 1                      | 8%    | -     | 0,9%       | -          | 9%                 | 1                  | 14%   | -     | 8%                | -                 | 0%    | -     |
| X Sant Martí (4)               | 20%     | 1       | 47%                    | 3                      | 8%    | -     | 0%         | -          | 7%                 | -                  | 12%   | -     | 0%                | -                 | 2%    | -     |

### Publicaciones
- «Las elecciones municipales en Cataluña». La Vanguardia. 14 de abril de 1931. p. 10-11.
- Picazo, Sergi (14 de abril de 2011). «El dia que va canviar tot». El Punt Avui.
- Soler, Raimon. «El nou mapa polític català». Les eleccions municipals de 1931 a Catalunya.